# Nikolaus Steinbach

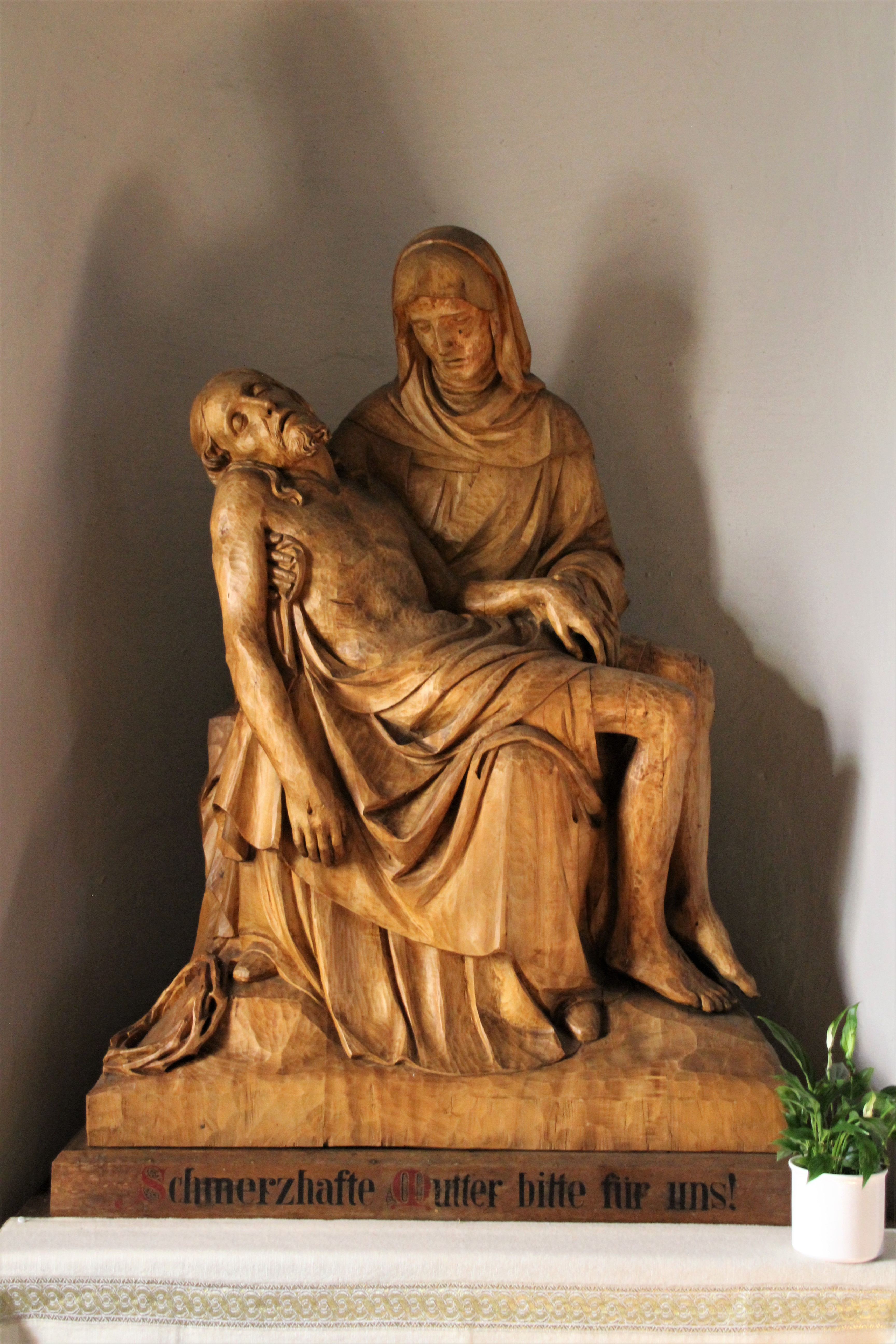
Pietà in Arnoldsweiler (1906)

Nikolaus Steinbach (* 27. März 1854 in Bad Honnef; † 1936 in Köln) war ein deutscher Bildhauer. Sein Stil war die Neugotik.

## Wirken
Nikolaus Steinbach arbeitete hauptsächlich im Rheinland und absolvierte seine Lehre bei dem Aachener Bildhauer Götting. Nach seiner Lehre wurde er um 1890 Mitarbeiter im Atelier von Peter Fuchs in Köln und in der Kölner Dombauhütte. Im Jahr 1893 eröffnete er in der Probsteigasse 44 in Köln seine eigene Werkstatt, die er bis 1929 führte. Einige seiner Werke wurden auch im Diözesanmuseum ausgestellt.

## Werke (Auswahl)
- 1900/1901: Heiliger Evergislus am Kölner Ratsturm
- 1900/1901: Wilhelm Vernuken am Kölner Ratsturm[3]
- 1904: Immaculata, Sankt Kunibert, Heimerzheim[4]
- 1905: St. Severin, in St. Severin, Hürth-Hermülheim[5]
- 1905/1906: Antonius von Padua, Aloisius von Gonzaga, Herz Jesu und Immaculata, St. Arnold, Arnoldsweiler
- 1912: Sandsteinreliefs der Sieben Fußfälle in der Umfassungsmauer des alten Friedhofes an der Arnolduskapelle, Arnoldsweiler[6]
- 1921: Petrus und Paulus, St. Agatha (Straberg)[7]
- 1928: Hochkreuz auf dem Neuen Friedhof, Bad Honnef[8]
- Evangelistenreliefs, St. Dionysius, Borbeck[9]
- Marienstatue im Tympanon des Hauptportals der Bonner Marienkirche[10]
- Statuen der Portale der Kirche St. Josef in Beuel

### Pietas
- 1902 Pietà, St. Matthäus, Alfter
- 1904 Pietà, St. Josef, Beuel

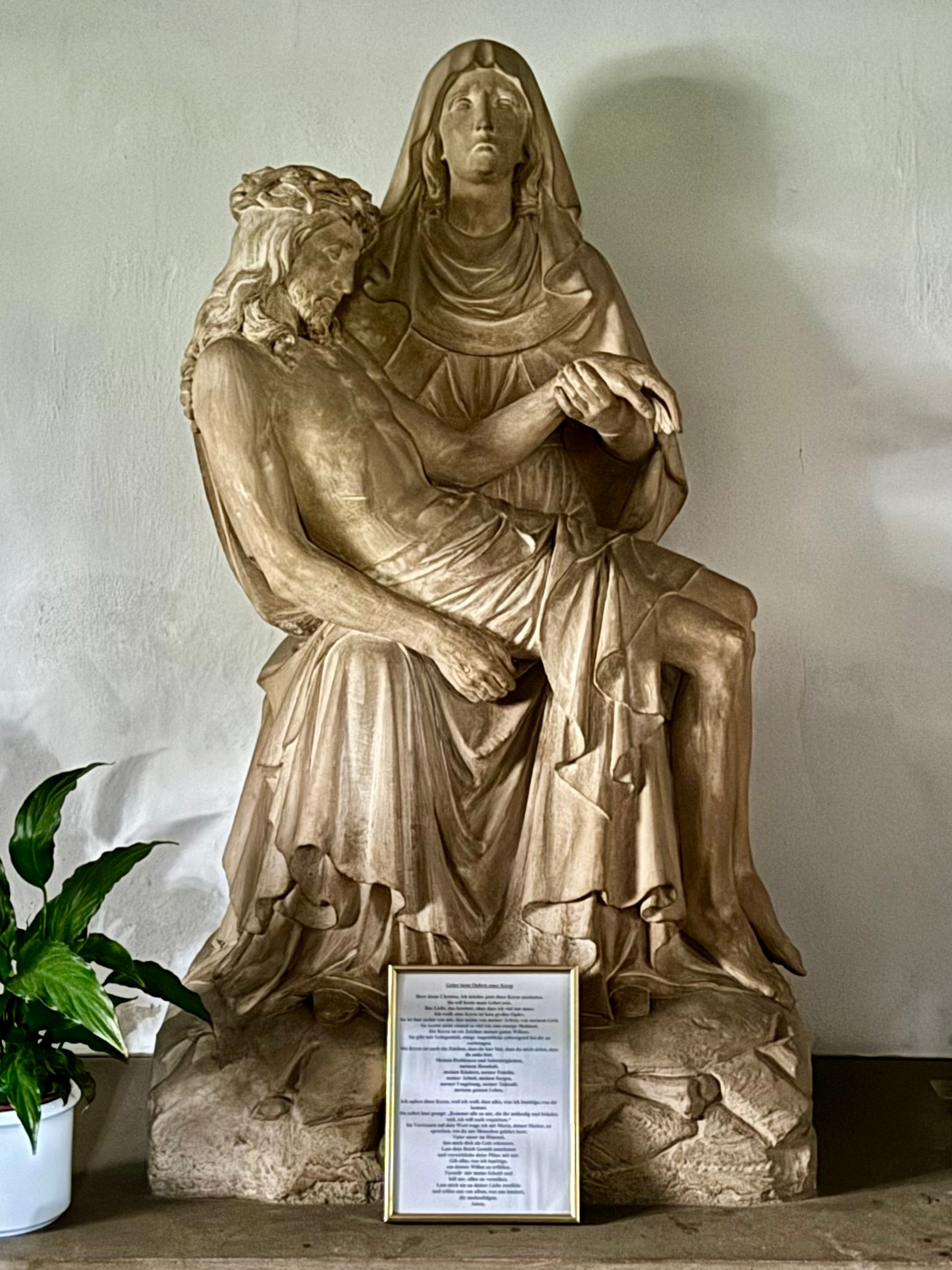
Pietà in St. Matthäus, Alfter

- 1906 Pietà, St. Arnold, Arnoldsweiler
- 1907 Pietà, St. Pankratius, Korschenbroich
- 1907 Pietà, St. Agnes, Köln
- 1918 Pietà, St. Paul, Köln
- 1919 Pietà, Herz-Jesu-Kirche (Oberhausen), Oberhausen[11]